# John Callanan
John „Johnny“ Callanan (irisch Seán Ó Callanáin; * 20. Mai 1910 in Kilconnell, County Galway, Irland; † 15. Juni 1982 im County Galway) war ein irischer Politiker der Fianna Fáil.
Er gehörte von 1973 bis 1982 als Teachta Dála (Abgeordneter) dem Dáil Éireann, dem Unterhaus des irischen Parlaments, an.

## Leben
Callanan wurde in eine Familie, die seit langer Zeit Landwirtschaft betrieb, geboren. Er selbst war in den 1950er Jahren aktives Mitglied in der Macra na Feirme, dem irischen Pendant der Landjugend.
Bei den Wahlen zum Dáil Éireann 1973 wurde er im Wahlkreis Clare–South Galway erstmals in den Dáil Éireann gewählt. Auch als der Wahlkreis zu den Wahlen 1977 neu zugeschnitten wurde, konnte er im Wahlkreis Galway East seinen Sitz halten und auch bei den Wahlen 1981 und im Februar 1982 verteidigen.